# Gran diamant

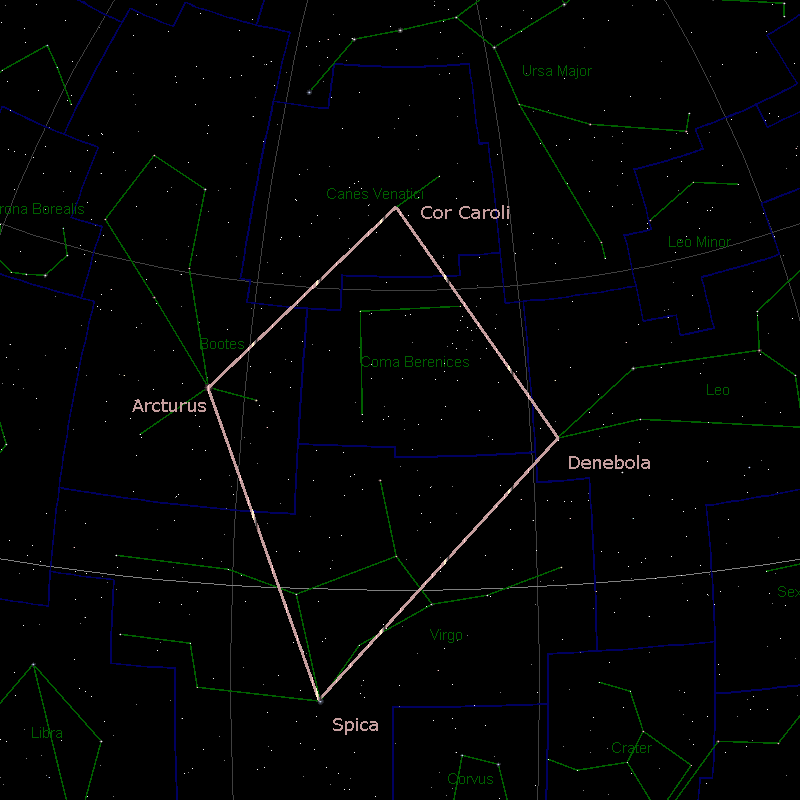
Mapa estel·lar del Gran diamant obtingut amb WikiSky

El Gran diamant és un asterisme de l'hemisferi nord celeste, també anomenat Diamant de Virgo o Diamant de la Verge. És compost pels estels següents:
- Cor Caroli (α CVn), de la constel·lació dels Llebrers (Canes Venatici)
- Denebola (β Leo), la cua de la constel·lació del Lleó (Leo)
- Spica (α Vir), l'espiga de la constel·lació de la Verge (Virgo)
- Arcturus (α Boo), l'estel més lluminós de la constel·lació del Bover (Boötes)

L'asterisme del Gran diamant és una mica més gran que el Carro Gran; els seus tres estels més meridionals (Arcturus, Spica i Denebola) de vegades s'agrupen en el seu propi asterisme, el Triangle de Primavera.
Dins del Gran diamant s'hi troba un conjunt d'estels tradicionalment assignats a la Cabellera de Berenice. Moltes galàxies properes, incloent-hi galàxies del Cúmul de la Verge, s'hi troben dins d'aquest asterisme, i algunes d'aquestes galàxies poden ser observades fàcilment amb telescopis amateurs.